# Archiconchoecetta bidens
Archiconchoecetta bidens is een mosselkreeftjessoort uit de familie van de Halocyprididae. De wetenschappelijke naam van de soort is voor het eerst geldig gepubliceerd in 1982 door Deevey.